# It Takes a Fool to Remain Sane
"It Takes a Fool to Remain Sane" är en låt skriven av Ola Salo och inspelad av den svenska rockgruppen The Ark till deras debutalbum We Are The Ark från 2000. samt släppt på singel samma år.
Den fick också in Grammis för "Årets låt".
Den släpptes även som singel samma år, och nådde på singellistorna som bäst fjärdeplats i Italien och sjundeplatsen i Sverige.
Låten testades på Trackslistan den 26 augusti 2000 och låg på listan i 11 veckor, varav 3 veckor på förstaplatsen, fram till sin sista listvecka den 4 november år 2000. Framgången ledde till att låten blev 2000 års allra största hit på Tracks. "It Takes a Fool to Remain Sane" vann även en Grammis för "årets låt" år 2000.
I Dansbandskampen 2008 framfördes låten av Highlights, och de sjöng också in den på Dansbandskampens samlingsalbum 2008.
Låten har även fått ge sitt namn åt Ola Salos krogshow som spelades under 2019 och 2020.

## Listplaceringar
| Lista (2000-2001) | Position |
| ----------------- | -------- |
| Italien           | 4        |
| Sverige           | 7        |

### Fotnoter
1. ↑  ”Svensk mediedatabas”. http://smdb.kb.se/catalog/id/001545000. Läst 11 maj 2011.
2. ↑  ”Svensk mediedatabas”. http://smdb.kb.se/catalog/id/001553622. Läst 11 maj 2011.
3. ↑  ”Grammis”. Arkiverad från originalet den 17 mars 2012. https://web.archive.org/web/20120317055524/http://www.ifpi.se/wp/wp-content/uploads/100428-lc-vinnare-genom-%C3%A5ren.pdf. Läst 1 maj 2011.
4. ↑  ”Svensk mediedatabas”. http://smdb.kb.se/catalog/id/002438558. Läst 11 maj 2011.
5. ↑  ”Ola Salos IT TAKES A FOOL TO REMAIN SANE sätter nytt rekord, med 100 shower på mindre än ett år” (på engelska). 2entertain. https://www.2entertain.com/press/ola-salos-it-takes-a-fool-to-remain-sane-satter-nytt-rekord-med-100-shower-pa-mindre-an-ett-ar/. Läst 29 april 2021.
6. ↑  Italiancharts - It Takes a Fool to Remain Sane på den italienska singellistan
7. ↑  Swedishcharts - It Takes a Fool to Remain Sane på den svenska singellistan